# Cornelis Soetens
Cornelis Soetens (Klundert, 28 oktober 1800 – Den Haag, 29 april 1865) was een Nederlandse civiel ingenieur, boekhandelaar, uitgever, lithograaf, tekenaar die in de 19e eeuw de ontwikkeling van het openbaar vervoer per paardentram in Den Haag en omgeving stimuleerde. Hij was achtereenvolgens werkzaam in Klundert (1824), Bergen (België) (1826), Parijs (1834-1836), Den Haag (1836-1844), Brussel (1844-1853) en Den Haag (1853-1865).

## Biografie

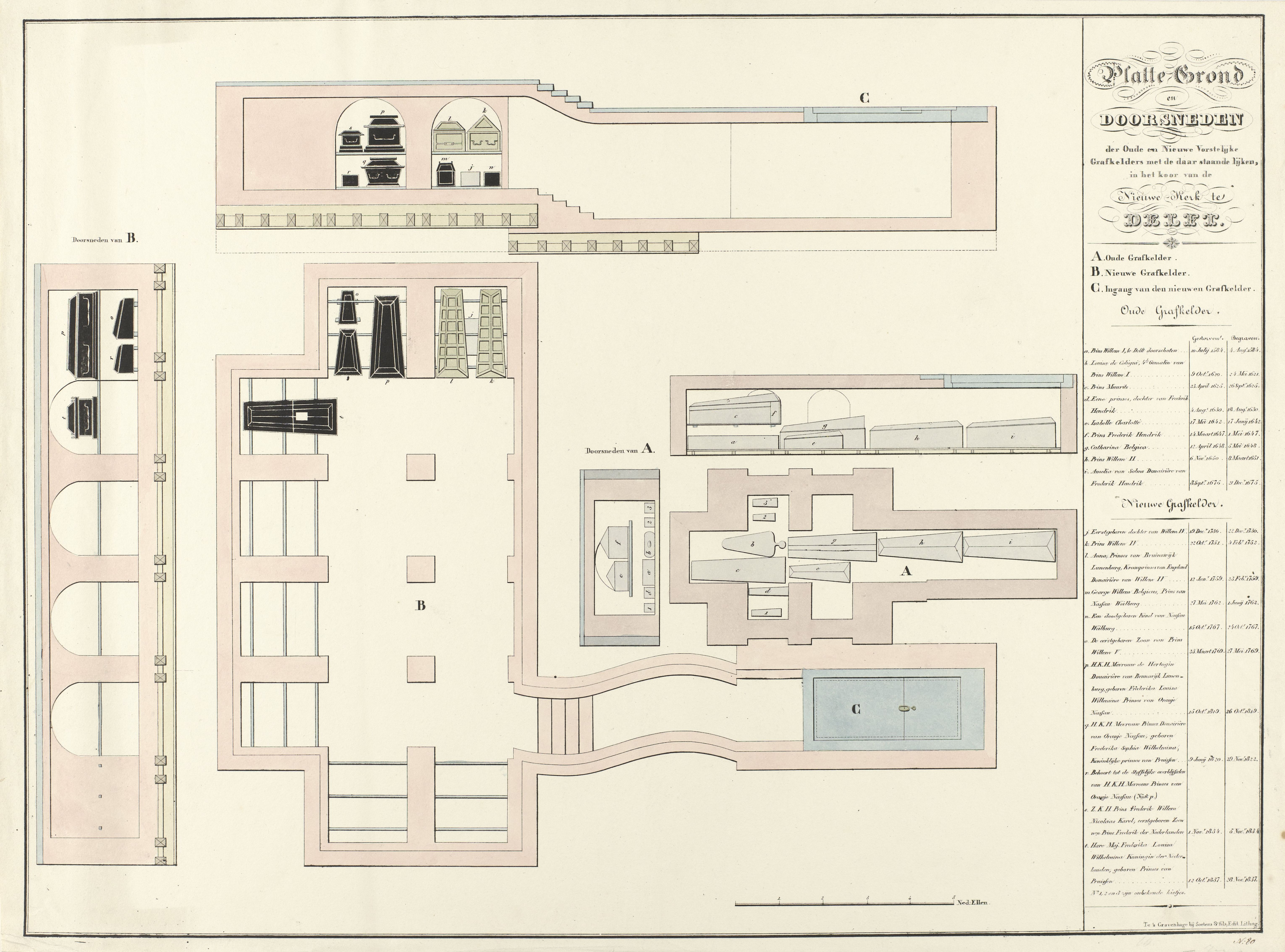
plattegrond van de grafkelder van het Huis Oranje-Nassau

Soetens werd geboren als een van de tien kinderen uit het gezin van de Brabantse Abraham Soetens, grondeigenaar en “aannemer van publieke werken”. Hij huwde in 1821 de Sliedrechtse Lena Schram. Uit dit huwelijk werd een dochter geboren.  
Na praktijkervaring te hebben opgedaan in het bedrijf van zijn vader, vertrok hij met zijn gezin rond 1825 naar Bergen (België) en daarna naar Charleroi, waar hij rond 1829 een houtzagerij/plaatwerkerij begon. Hij verwierf een octrooi op een werktuig, om lasten door aanwending der zwaartekracht te vervoeren.
Na het overlijden van zijn vrouw in 1832, vertrok hij met zijn kinderen naar Parijs, waar hij Clara Emilie Julie Thiébauld de la Crouée huwde. In 1836 vertrok hij naar Den Haag en vestigde zich uitgever met de uitgeverij Soetens & Fils. Hij gaf onder andere uit: Wetenschappelijk maandschrift bestaande in eene verzameling van wetenschappelijke onderwerpen, die onmiddellijk dienstbaar zijn tot de behoeften en het genot van alle stander der maatschappij, naar de vatbaarheid ook van mingeoefenden. Ook gaf hij vele prenten uit en als tekenaar maakte hij onder andere een tekening van de grafkelder van Oranje-Nassau in de Nieuwe Kerk te Delft. Door de economisch tegenzittende tijden ging het bedrijf failliet. 
Soetens begon in 1841 in het nieuwe bedrijvengebied De Binckhorst met zijn nieuwe compagnon L.P. van Son een fabriek voor vervaardiging van dakbedekking, die in 1842 werd gebouwd. In 1844 ging hij een samenwerking aan met  C.E. Schouten en Jhr. E. Tjarda van Starkenborgh Stachouwer voor het fabriceren van asfalt-graniet, door Soetens gepatenteerd kunstlood, kunstlei enz., maar de kwaliteit van het kunstlood dat op de Rijksgevangenis in Assen werd aangebracht bleek niet te voldoen.
In 1844 richtte Soetens zich op het openbaar vervoer door voor te stellen als alternatief voor spoorwegen, wegen met twee parallel lopende asfaltstroken aan te leggen, waarover grote diligences door paarden konden worden voortgetrokken. Dit was echter tegengesteld aan de spoorwegplannen van de koningen Willem II en Willem III, maar Soetens zette door en diende concessie-aanvragen in voor de asfaltsporen. In 1845 had hij een concessie gekregen voor het traject Amsterdam - Haarlem, maar tot de uitvoering ervan kwam het niet. Ook wilde hij een tramlijn op de route Gouda - Waddinxveen - Zoetermeer - Veur - Voorburg - Rijswijk. In 1848 wilde hij een verbinding naar Scheveningen, maar de conservatieve gemeenteraad van Den Haag hield dit tegen.
In 1862 kreeg hij echter toch de concessie voor deze verbinding, maar toen ontbraken de financiële middelen om de borg te voldoen. De concessie werd ingetrokken en vergund aan een andere partij, de met Engels geld gefinancierde The Dutch Tramway Company Ltd. (DTC).
Nadat in 1852 zijn vrouw overleed, hertrouwde Soetens met Fidélie Hortense Virginie Herbin uit Parijs. Omdat het opzetten van een netwerk van tramlijnen hem niet losliet, opperde hij plannen om paardentramlijnen op te zetten via de routes  Leiden - Wassenaar - Den Haag en Den Haag - Rijswijk - Hoornbrug - Delft - Overschie - Rotterdam. De concessies hiervoor werden op 2 oktober 1864 verleend.
In Parijs had hij de sinds 1855 nieuwe verbinding van le Chemin de Fer Américain van Parijs (la Place de la Concorde) naar Versailles gezien, een tramlijn waarbij omnibussen door paarden over rails werden getrokken. Hierbij hoefden de omnibussen niet meer over hobbelige en moeilijk begaanbare wegen te rijden en werd het voor de passagiers een comfortabele rit. Ook kon volstaan worden met minder paarden en zouden ze door de mindere inspanning, later ververst behoeven te worden. Met deze bevindingen keerde Soetens terug naar Den Haag om zijn plannen te realiseren. Hij kreeg echter geen toestemming van de gemeente Rotterdam om daar de lijn aan te leggen en ook wilde gemeente Delft geen tram in de stad. Het gebied buiten de stad behoorde toen nog tot gemeente Vrijenban en die zag geen bezwaar de lijn te laten lopen tot aan het Kalverbos in die gemeente tot vlak bij de toegang tot Delft bij de Haagpoort.
Om de lijn te exploiteren werd de Algemeene Nederlandsche Railroute-Maatschappij (ANRM) met Frans-Belgisch kapitaal opgericht. Het materieel kwam uit Parijs en ook de paarden werden uit Frankrijk betrokken. De ondertekening  voor de statuten bij koninklijk besluit vond op 28 april 1865 ten huize van Soetens plaats. Een dag later overleed hij na een kortstondige ziekte. 
Het totale plan van Soetens werd slechts ten dele uitgevoerd, maar legde de basis voor de tot op heden bestaande route van de HTM-tramlijn 1.
- Biografisch Portaal: 90938201
- RKD-Nederlands Instituut voor Kunstgeschiedenis: 73765